# Amongst the Catacombs of Nephren-Ka
Amongst the Catacombs of Nephren-Ka è il primo album in studio della band brutal death metal statunitense Nile, pubblicato nel 1998 dalla Relapse Records.

## Tracce
1. Smashing the Antiu – 2:18
2. Barra Edinazzu – 2:47
3. Kudurru Maqlu – 1:05
4. Serpent Headed Mask – 2:18
5. Ramses Bringer of War – 4:45
6. Stones of Sorrow – 4:17
7. Die Rache Krieg Lied der Assyriche – 3:13
8. The Howling of the Jinn – 2:34
9. Pestilence and Iniquity – 1:54
10. Opening of the Mouth – 3:39
11. Beneath Eternal Oceans of Sand – 4:17

## Formazione

### Gruppo
- Karl Sanders - voce e chitarra
- Chief Spires - voce e basso
- Pete Hammoura - voce, batteria e darabouka

### Altri musicisti
- Mudflap - voce nella traccia 7
- Penga Grande - voce nella traccia 7
- monaci tibetani di Gyuto - cori
- Mahala Kapala - damaru
- Drilbu Dungkar - flauto e gong